# Província de Posen
```
   |-
       | 
Erro:
:  
valor não especificado para "
continente
"
```

A Província de Posen (em alemão:  Provinz Posen, em polonês/polaco:  Prowincja Poznańska) foi uma província da Prússia de 1848 a 1919, assim sendo, foi parte de Império Alemão de 1871 a 1919; toda a região é agora parte do território da Polônia. Sua capital era Poznań (em alemão:  Posen). A província substituiu o Grão-Ducado de Poznan.
Conhecido como o "berço da nação polonesa", esta região foi o lar de polacos, alemães e judeus e um número limitado de outros povos. Quase todos os poloneses eram de religião católica romana, e cerca de 90% dos alemães eram protestantes. Os pequenos número de judeus eram principalmente encontrados nas grandes comunidades, em sua maioria trabalhando com artesanato, em comércios e negócios locais e regionais. Quanto menor a comunidade, mais provável era que fosse ou polonesa ou alemã. Essas "bolsas de etnia" existiam lado a lado, com o aldeias alemãs mais densas no noroeste. Com políticas de germanização, a população ganhou uma proporção maior de alemães no final do século XIX, quando a tendência se inverteu (na Ostflucht). Isto apesar dos esforços do governo de Berlim, que instituiu a Comissão de Liquidação para comprar terrenos dos poloneses e torná-los acessíveis apenas aos alemães.

## Características
O terreno é predominantemente plano, drenada por dois grandes sistemas de bacias hidrográficas; o do  rio Noteć (alemão: Netze) no norte, e o do rio Warta (alemão: Warthe), no centro. Geleiras da Era glacial deixaram depósitos de morena e os terrenos são manchados com centenas de "lagos menores", fluindo para dentro e para fora a caminho de um dos dois rios.
A agricultura, era o setor primário da economia, como seria de se esperar nos anos de 1800. O sistema de três campos foi utilizado para cultivar uma grande variedade de culturas, principalmente centeio, beterraba, batata, outros cereais, e também tabaco e lúpulo. Parcelas significativas de áreas florestais forneciam desde materiais de construção até lenha. Existiam pequenos rebanhos de pecuária, incluindo gansos, além de uma certa quantidade de ovelhas eram pastoreadas.
Quando esta área caiu sob controle prussiano, o sistema feudal estava ainda em vigor. Terminou oficialmente na Prússia (ver Freiherr vom Stein) em 1810 (em 1864 no Congresso da Polônia), mas permaneceram práticas em algumas regiões até o final do século XIX. A situação era tal que poloneses (principalmente) servos viviam e trabalhavam lado a lado com colonos (predominantemente) livres alemães. Embora os primeiros colonos receberam vantagens, naquele tempo seus lotes não eram muito diferentes dos poloneses. Servos trabalhavam para o nobre senhor, que cuidava deles, enquanto os colonos assentados trabalhavam para si próprios, cuidando de si mesmos, mas pagando os seus impostos para o senhor.
Tipicamente, uma fazenda tinha seu estábulo e prédios rústicos, e uma aldeia vizinha para os trabalhadores poloneses. Próximo da aldeia, poderia haver um assentamento alemão. E na floresta, haveria uma vila de silvicultores. Os proprietários da fazenda, geralmente nobres, eram também proprietários do moinho local, e, talvez de uma destilaria. Em muitos lugares, moinhos de vento pontilhavam a paisagem, lembrando aos primeiros colonos, a paisagem dos Países Baixos, que havia concebido o processo de transformar pântanos em áreas produtivas. Este processo foi concluído pelo colonos alemães que foram usadas para recuperar terras improdutivas, não só terreno pantanosos, para o dono da fazenda.

## História
O Reino da Prússia havia anexado a província de Posen ao seu território, durante o século XVIII, depois das Partições da Polônia. Havia feito parte do Ducado de Varsóvia durante as Guerras Napoleónicas, mas foi restaurada para a Prússia, em 1815, com o Grão-Ducado de Poznan.
Durante a Revoluções de 1848 o Parlamento de Frankfurt tentou dividir o Ducado em duas partes: a província de Poznan, que teria sido dada aos alemães e anexada a um recém-criado Império Alemão, e na Província de Gniezno, que teria sido dada aos poloneses, mantida fora da Alemanha. Entretanto por causa do protesto dos deputados poloneses esses planos falharam e a integridade do ducado foi preservada. No entanto, em 9 de fevereiro de 1849, após terem eclodido uma série de protestos, a administração prussiana do ducado, renomeou então o ducado para província de Posen. Apesar disso os reis prussianos até Guilherme II mantiveram o título de "Grão-Duque de Posen" até 1918.
Com a unificação da Alemanha, após a Guerra Franco-Prussiana de 1871, a província de Posen passou a fazer parte do Império Alemão (1871-1918) e a cidade de Posen foi oficialmente nomeada cidade de residência imperial .
Nos anos 1880, o chanceler alemão Otto von Bismarck começou com políticas de germanização, tais como um aumento das forças policiais, uma comissão colonização, a Sociedade Alemã das Fronteiras Orientais (Hakata) e o Kulturkampf. Em 1904, foi aprovada uma legislação especial contra a população polonesa. A legislação de 1908 permitiu o confisco de propriedades polonesas. As autoridades prussianas não permitiam o desenvolvimento de indústrias, de modo que a economia do ducado foi dominada pela agricultura de alto nível.
Após a Primeira Guerra Mundial, o destino da província estava indeciso. Os poloneses exigiram que a região fosse incluída na recém-independente Segunda República Polonesa, enquanto os alemães se recusaram a fazer quaisquer concessões territoriais. A Grande Revolta Polonesa eclodiu em 27 de dezembro de 1918, um dia após o discurso de Jan Ignacy Paderewski. A revolta recebeu nesse momento pouco apoio por parte do governo polonês com sede em Varsóvia. Após o sucesso da revolta da província Posen (até meados de 1919) foi brevemente um Estado independente, com o seu próprio governo, de moeda e de uma força militar.
Com a assinatura do Tratado de Versalhes, no fim da Primeira Guerra Mundial, a maior parte da província, principalmente as áreas de maioria polonesa, foram devolvidas à Polônia e reformadas como a Voivodia de Poznań. A parte restante da província alemão foi reformada como Posen-Prússia Ocidental com Schneidemühl (Piła), como sua capital até 1938, quando foi dividida entre Silésia, Pomerânia e Brandemburgo.
Na sequência da derrota da Alemanha na Segunda Guerra Mundial, em 1945, todo o território alemão ao leste da recém-criada Linha Oder-Neisse  foi anexada pela Polônia e União Soviética. Portanto, todas as partes históricas da província polonesa ficaram sob controle e os restantes da população alemão étnica foram expulsas pela força.

## Conflitos religosos e étnicos

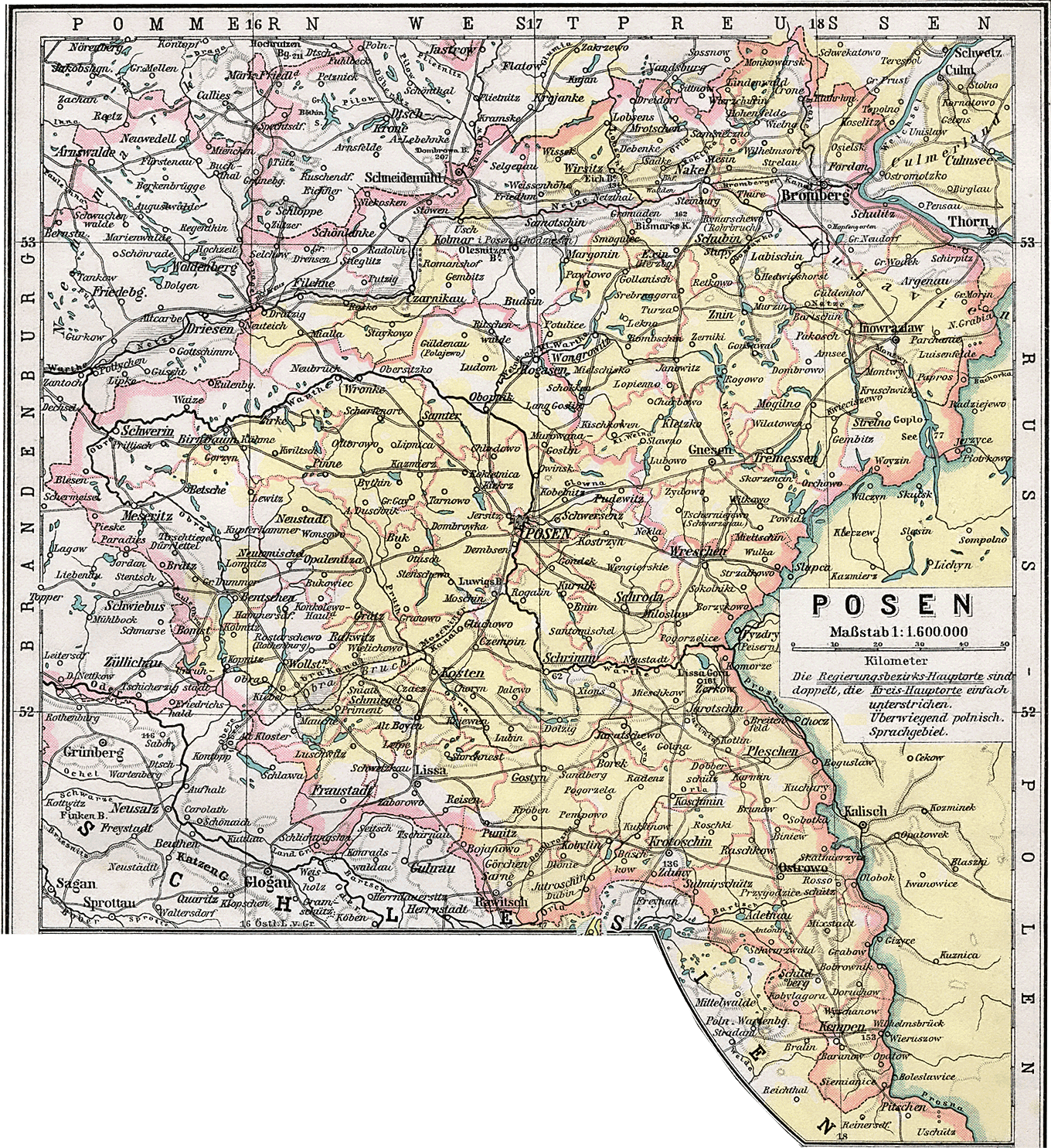
A província prussiana de Posen. As áreas de idioma polaco são mostradas em amarelo.

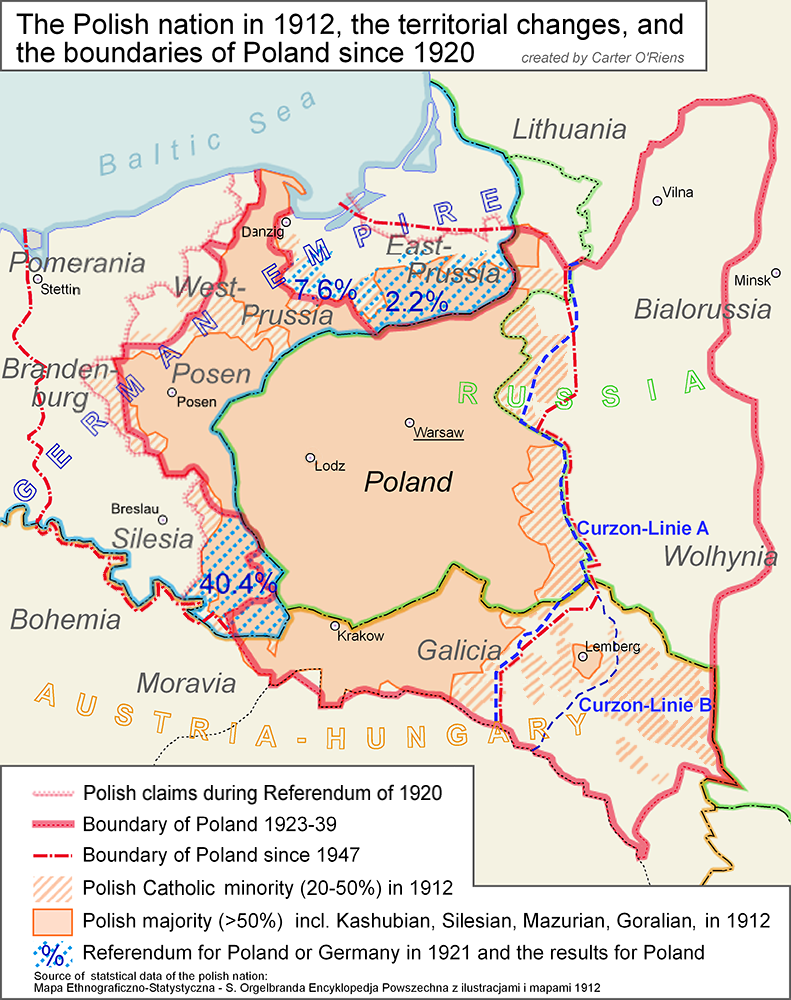
Nação polaca em 1912 e os territórios reclamados.

O grande número de residentes alemães da província resultaram de imigração de alemães desde a Idade Média, quando os primeiros colonos chegaram no decorrer do Ostsiedlung. Embora muitos desses tinham sido polonizados ao longo do tempo, A imigração resultou na manutenção contínua de uma grande comunidade alemã]]. A Contrarreforma de 1700, liderada pelos jesuítas, decretou severas restrições aos protestantes alemães. Entretanto no final do século houve uma virada de mesas com a Prússia conquistando uma grande área durante as Partições da Polônia.
Durante a primeira metade da década de 1800, a população alemã cresceu devido a colonização patrocinada pelo estado . Na segunda metade, a população  polonesa cresceu gradualmente, devido ao Ostflucht e a uma maior taxa de natalidade entre os polacos. Durante o Kulturkampf, a Prússia majoritariamente protestante procurou reduzir o impacto da sociedade católica. Posen foi severamente atingida por estas medidas, principalmente devido a sua alta proporção de população católica polaca. Muitos católicos alemães se uniram aos polacos étnicos de Posen em oposição a medidas do Kulturkampf.
Depois do Kulturkampf, o Império Alemão por razões nacionalistas seguiram programas de Germanização. Uma das medidas foi a criação de uma Comissão de Liquidação, que deveria atrair colonos alemães para enfrentar o crescimento da população polaca. No entanto, esta tentativa fracassou, mesmo quando acompanhadas de outras medidas legais. A língua polaca acabou por ser proibida em escolas e escritórios do governo como parte das  políticas de germanização.
Na Segunda Guerra Mundial, parte da minoria alemã que vivia no território da antiga província Posen formou unidades de Selbstschutz, que prestaram assistência no assalto nazista a Polônia e as subsequentes atrocidades contra os judeus e poloneses.

## Estatísticas
Área: 28,970 km²
- Regierungsbezirk Posen 17,503 km²
- Regierungsbezirk Bromberg 11,448 km²

População
- 1816:   820.176
- 1868: 1.537.300 (Bromberg 550.900; Posen 986.400)
- 1871: 1.583.843
  - Religião: 1871
    - Católicos     1.009.885
    - Protestantes    511.429
    - Judeus           61.982
    - outros              547
- 1875: 1.606.084
- 1880: 1.703.397
- 1900: 1.887.275
- 1905: 1.986.267
- 1910: 2.099.831 (Bromberg 763.900; Posen 1.335.900)

| Composição Étnica da Província de Posen]] | Composição Étnica da Província de Posen]] | Composição Étnica da Província de Posen]] | Composição Étnica da Província de Posen]] |
| ano                                       | 1861                                      | 1890                                      | 1910                                      |
| ----------------------------------------- | ----------------------------------------- | ----------------------------------------- | ----------------------------------------- |
| população total                           | 1.467.604                                 | 1.751.642                                 | 2.099.831                                 |
| % Poloneses (incluido bilíngues)          | 54,6%                                     | 60,1%                                     | 61,5%                                     |
| % Alemães                                 | 43,4%                                     | 39,9%                                     | 38,5%                                     |

## Divisões
Observação:
As províncias prussianas foram subdivididas em regiões governo (Regierungsbezirk) que foram subdivididos em distritos os chamados Kreise. As cidades tinham os seus próprios "Stadtkreis" (área urbana) e os subúrbios rurais faziam parte da cidade, mas eram chamados de "Landkreis" (distrito rural). No caso de Posen, o Landkreis foi dividido em dois: Landkreis Posen Oeste Leste e Landkreis Posen.
| Kreis ("Distrito")                | Nome polonês  | Pop. 1905 | Falantes poloneses | Falantes alemães1 | Judeus2 | Origem          |
| Regierunsbezirk Posen (sul)       |               |           |                    |                   |         |                 |
| Cidade de Posen                   | Poznań        |           | 55%                | 45%               |         |                 |
| Adelnau                           | Odolanów      |           | 90%                | 10%               |         |                 |
| Birnbaum                          | Miedzychód    |           | 51%                | 49%               |         |                 |
| Bomst                             | Babimost      |           | 49%                | 51%               |         |                 |
| Fraustadt                         | Wschowa       |           | 27%                | 73%               |         |                 |
| Gostyn                            | Gostyn        |           | 87%                | 13%               |         | Kröben          |
| Grätz                             | Grodzisk      |           | 82%                | 18%               |         | Buk             |
| Jarotschin                        | Jarocin       |           | 83%                | 17%               |         | Pleschen        |
| Kempen                            | Kępno         |           | 84%                | 16%               |         | Schildberg      |
| Koschmin                          | Koźmin        |           | 83%                | 17%               |         | Krotoschin      |
| Kosten                            | Kościan       |           | 89%                | 11%               |         |                 |
| Krotoschin                        | Krotoszyn     |           | 70%                | 30%               |         |                 |
| Lissa                             | Leszno        |           | 36%                | 64%               |         | Fraustadt       |
| Meseritz                          | Międzyrzecz   |           | 20%                | 80%               |         |                 |
| Neutomischel                      | Nowy Tomyśl   |           | 51%                | 49%               |         | Buk             |
| Obornik                           | Oborniki      |           | 61%                | 39%               |         |                 |
| Ostrowo                           | Ostrów        |           | 80%                | 20%               |         | Adelnau         |
| Pleschen                          | Pleszew       |           | 85%                | 15%               |         |                 |
| Posen Ost                         | Poznań, Wsch. |           | 72%                | 28%               |         | Posen           |
| Posen West                        | Poznań, Zach. |           | 87%                | 13%               |         | Posen           |
| Rawitsch                          | Rawicz        |           | 55%                | 45%               |         | Kröben          |
| Samter                            | Szamotuły     |           | 73%                | 27%               |         |                 |
| Schildberg                        | Ostrzeszów    |           | 90%                | 10%               |         |                 |
| Schmiegel                         | Śmigiel       |           | 82%                | 18%               |         | Kosten          |
| Schrimm                           | Śrem          |           | 82%                | 18%               |         |                 |
| Schroda                           | Środa         |           | 88%                | 12%               |         |                 |
| Schwerin                          | Skwierzyna    |           | 5%                 | 95%               |         | Birnbaum - 1877 |
| Wreschen                          | Września      |           | 84%                | 16%               |         |                 |
| Regierungsbezirk Bromberg (norte) |               |           |                    |                   |         |                 |
| City of Bromberg                  | Bydgoszcz     |           | 16%                | 84%               |         |                 |
| Bromberg                          | Bydgoszcz     |           | 38%                | 62%               |         |                 |
| Czarnikau                         | Czarników     |           | 27%                | 73%               |         |                 |
| Filehne                           | Wieleń        |           | 28%                | 72%               |         | Czarnikau       |
| Gnesen                            | Gniezno       |           | 67%                | 33%               |         |                 |
| Hohensalza                        | Inowrocław    |           | 64%                | 36%               |         |                 |
| Kolmar                            | Chodzież      |           | 18%                | 82%               |         |                 |
| Mogilno                           | Mogilno       |           | 76%                | 24%               |         |                 |
| Schubin                           | Szubin        |           | 56%                | 44%               |         |                 |
| Strelno                           | Strzelno      |           | 82%                | 18%               |         | ??              |
| Wirsitz                           | Wyrzysk       |           | 47%                | 53%               |         |                 |
| Witkowo                           | Witkowo       |           | 83%                | 17%               |         | ?Gnesen?        |
| Wongrowitz                        | Wągrowiec     |           | 77%                | 23%               |         |                 |
| Znin                              | Żnin          |           | 77%                | 23%               |         | ??              |

1 inclui habitantes bilingues

2 somente judeus reliogiosos, independente de seu idioma nativo

## Presidentes
A província foi dirigida por supra-presidentes (em alemão:  Oberpräsidenten).
| Time in Office | Name                                                                                  |
| 1815 - 1824    | Joseph Zerboni de Sposetti 1760 - 1831                                                |
| 1825 - 1830    | Johann Friedrich Theodor von Baumann 1768 - 1830                                      |
| 1830 - 1840    | Eduard Heinrich Flottwell 1786 - 1865                                                 |
| 1840 - 1842    | Adolf Heinrich Graf von Arnim-Boitzenburg 1803 - 1868                                 |
| 1843 - 1850    | Carl Moritz von Beurmann 1802 - 1870                                                  |
| 1850 - 1851    | Gustav Carl Gisbert Heinrich Wilhelm Gebhard von Bonin (primeiro mandato) 1797 - 1878 |
| 1851 - 1860    | Eugen von Puttkamer 1800 - 1874                                                       |
| 1860 - 1862    | Gustav Carl Gisbert Heinrich Wilhelm Gebhard von Bonin (segundo mandato) 1797 - 1878  |
| 1862 - 1869    | Carl Wilhelm Heinrich Georg von Horn 1807 - 1889                                      |
| 1869 - 1873    | Otto Graf von Königsmarck 1815 - 1889                                                 |
| 1873 - 1886    | William Barstow von Guenther 1815 - 1892                                              |
| 1886 - 1890    | Robert Graf von Zedtlitz-Trützschler 1837 - 1914                                      |
| 1890 - 1899    | Hugo Freiherr von Wilamowitz-Moellendorff 1840-1905                                   |
| 1899 - 1903    | Karl Julius Rudolf von Bitter 1846 - 1914                                             |
| 1903 - 1911    | Wilhelm August Hans von Waldow-Reitzenstein 1856 - 1937                               |
| 1911 - 1914    | Philipp Schwartzkopf ?                                                                |
| 1914 - 1918    | Johann Karl Friedrich Moritz Ferdinand von Eisenhart-Rothe 1862-1942                  |